# Little Rock Air Force Base
La Little Rock Air Force Base è una base aerea militare dell'United States Air Force gestita dall'Air Mobility Command e situata presso la città di Jacksonville, nell'Arkansas.

## Informazioni Generali
Attivata il 9 ottobre 1955..

## Unità
Attualmente l'unità ospitante è il 19th Airlift Wing.
Sono ospitati i seguenti reparti:
- 913th Airlift Group, Air Force Reserve Command
- 189th Airlift Wing, Arkansas Air National Guard
- 314th Airlift Wing